# Essomeriq
Príncipe carijó que foi enviado pelo seu pai à França para que pudesse conhecer como fazer canhões. Infelizmente não conseguiu voltar ao Brasil, mas foi apadrinhado por Binot de Paulmier. Casou-se com Marie Moulin e foi herdeiro de Binot.
1. ↑  Bueno, Eduardo (31 de julho de 2019). Náufragos, traficantes e degredados. [S.l.]: Estação Brasil